# Piero Piccioni
Pour les articles homonymes, voir Piccioni.
Piero Piccioni, né le 6 décembre 1921 à Turin et mort le 23 juillet 2004 à Rome, est un compositeur italien de musiques de films.

## Biographie
Piero Piccioni est le fils de l'homme politique Attilio Piccioni.
Amoureux de jazz dès l'enfance et autodidacte du piano, il est membre du Big Band « 013 », premier groupe de jazz jamais entendu en Italie, dès 1938. Ses premières pièces et chansons sont remarquées puis publiées par les éditions Carish. Profondément influencé par les compositeurs du XXe siècle et par le cinéma américain, ses préférences vont aux réalisateurs Frank Capra, Alfred Hitchcock, Billy Wilder et John Ford, ainsi qu'au compositeur de musique de film Alex North, pour leur utilisation du jazz. Il a composé près de 300 œuvres pour la radio, la télévision et les orchestres.
Il établit des contacts avec le monde du cinéma pendant les années 1950. Michelangelo Antonioni lui demande d'écrire la musique pour le documentaire d'un de ses élèves, Gian Luigi Polidoro. Sa première véritable musique de film est pour Il Mondo le Condanna (1952) de Gianni Franciolini. Piccioni entretient une relation très étroite avec des réalisateurs comme Francesco Rosi et Alberto Sordi. Sa renommée grandit et de nombreux réalisateurs le demandent : Mario Monicelli, Alberto Lattuada, Luigi Comencini, Luchino Visconti, Antonio Pietrangeli, Bernardo Bertolucci, Roberto Rossellini, Vittorio De Sica, Tinto Brass ou Dino Risi. Il remporta de nombreux prix et son style très particulier mélangeant jazz, bossa nova, orchestre et classique contemporain a marqué beaucoup d'autres compositeurs.
Il apparaît parfois sous le pseudonyme de Piero Morgan.
En 1953 il est mis en cause dans l'affaire Wilma Montesi pour laquelle il est placé trois mois en détention préventive à la prison de Regina Cœli en 1954, avant d'être finalement acquitté par la cour d'assises en 1957.

## Vie privée
Après avoir été brièvement fiancé avec l'actrice Alida Valli au début des années 50, il a eu un fils, Jason, de l'actrice italo-britannique Gloria Paul, avec laquelle il a été longtemps lié.

## Filmographie partielle
- 1954 : La Pensionnaire (La spiaggia), d'Alberto Lattuada
- 1956 : Pauvres mais beaux (Poveri ma belli), de Dino Risi
- 1958 : La Tempête (La tempesta), d'Alberto Lattuada
- 1959 : Fripouillard et Cie (I tartassati), de Steno
- 1959 : Les Garçons (La notte brava), de Mauro Bolognini
- 1960 : Le Bel Antonio (Il bell'Antonio), de Mauro Bolognini
- 1960 : La Rue des amours faciles (Via Margutta), de Mario Camerini
- 1960 : Les Nuits du monde (Il mondo di notte) de Luigi Vanzi
- 1960 : Ça s'est passé à Rome (La giornata balorda), de Mauro Bolognini
- 1960 : Adua et ses compagnes (Adua e le compagne), d'Antonio Pietrangeli
- 1961 : Romulus et Rémus (Romolo e Remo), de Sergio Corbucci
- 1961 : Le Mauvais Chemin (La viaccia), de Mauro Bolognini
- 1961 : Les Deux Brigadiers (I due marescialli), de Sergio Corbucci
- 1962 : L'Amnésique de Collegno (Lo smemorato di Collegno), de Sergio Corbucci
- 1963 : Le Jour le plus court (Il giorno più corto), de Sergio Corbucci
- 1963 : L'Appartement du dernier étage (L'attico) de Gianni Puccini
- 1963 : Le Fils de Spartacus (Il figlio di Spartacus), de Sergio Corbucci
- 1963 : Il boom, de Vittorio De Sica
- 1963 : Main basse sur la ville (Le mani sulla città), de Francesco Rosi
- 1964 : La Vie aigre (La vita agra), de Carlo Lizzani
- 1964 : Le Justicier du Minnesota (Minnesota Clay), de Sergio Corbucci
- 1964 : La Femme, quelle chose merveilleuse ! (La donna è una cosa meravigliosa) de Mauro Bolognini
- 1964 : La Soucoupe volante (Il disco volante) de Tinto Brass
- 1965 : La Corde au cou, de Joseph Lisbona
- 1965 : La Dixième Victime (La decima vittima), d'Elio Petri
- 1966 : Fumo di Londra, d'Alberto Sordi
- 1967 : La Terre vue de la Lune (La terra vista dalla Luna), de Pier Paolo Pasolini (sketch du film Les Sorcières)
- 1967 : Ti ho sposato per allegria, de Luciano Salce
- 1967 : La Belle et le Cavalier (C'era una volta...) de Francesco Rosi
- 1968 : Pas de roses pour OSS 117 (Niente rose per OSS 117), de Renzo Cerrato et Jean-Pierre Desagnat
- 1968 : Bora Bora d'Ugo Liberatore
- 1968 : Les Jeunes Tigres (I giovani tigri), d'Antonio Leonviola
- 1969 : Camille 2000, de Radley Metzger
- 1969 : Toh, è morta la nonna! de Mario Monicelli
- 1969 : Échec à la reine (Scacco alla regina) de Pasquale Festa Campanile
- 1969 : Amore mio aiutami d'Alberto Sordi
- 1970 : Les Hommes contre (Uomini contro), de Francesco Rosi
- 1971 : La Machination (Senza via d'uscita) de Piero Sciumè
- 1971 : Deux Mâles pour Alexa (Fieras sin jaula) de Juan Logar
- 1971 : Le Phare du bout du monde (The Light at the Edge of the World), de Kevin Billington
- 1972 : L'Affaire Mattei (Il caso Mattei), de Francesco Rosi
- 1972 : Les Évasions célèbres, épisode L'Évasion de Casanova
- 1972 : Les Évasions célèbres, épisode Benvenuto Cellini
- 1972 : Les Évasions célèbres, épisode Le Condottiere Bartolomeo Colleoni
- 1972 : L'Argent de la vieille (Lo scopone scientifico), de Luigi Comencini
- 1972 : Roses rouges et Piments verts (No encontré rosas para mi madre), de Francisco Rovira Beleta
- 1972 : Mimi métallo blessé dans son honneur, de Lina Wertmüller
- 1973 : Poussière d'étoiles (Polvere di stelle), d'Alberto Sordi
- 1973 : Six Tueurs pour un massacre (Sei bounty killers per una strage) de Franco Lattanzi
- 1974 : Vers un destin insolite sur les flots bleus de l'été (Travolti da un insolito destino nell'azzurro mare d'agosto), de Lina Wertmüller
- 1976 : Cœur de chien (Cuore di cane), d'Alberto Lattuada
- 1976 : Cadavres exquis (Cadaveri eccellenti), de Francesco Rosi
- 1976 : Pudeurs à l'italienne (Il comune senso del pudore), d'Alberto Sordi
- 1976 : La Fiancée de l'évêque (Quelle strane occasioni) de Luigi Comencini, Nanni Loy et Luigi Magni
- 1979 : Le Malade imaginaire (Il malato immaginario), de Tonino Cervi
- 1979 : Le Christ s'est arrêté à Eboli (Cristo si è fermato a Eboli), de Francesco Rosi
- 1981 : Trois Frères, de Francesco Rosi
- 1985 : Sono un fenomeno paranormale, de Sergio Corbucci
- 1990 : L'Avare, de Tonino Cervi

## Prix et distinctions
- Ruban d'argent de la meilleure musique de film 1963 pour Salvatore Giuliano
- David di Donatello du meilleur musicien 1975 lors de la 20e cérémonie des David di Donatello pour Vers un destin insolite sur les flots bleus de l'été